# Amorosa presenza
Amorosa presenza è un'opera in due atti di Nicola Piovani, su libretto di Aisha Cesami e Nicola Piovani, tratto dal romanzo di Vincenzo Cerami, La prima rappresentazione è al Teatro Verdi, a Trieste, il 21 gennaio 2022.

## Premiere
L'opera ha debuttato il 21 gennaio 2022 al Teatro Giuseppe Verdi di Trieste. Allestisce Chiara Muti, la figlia del celebre direttore d'orchestra Riccardo Muti, con il compositore alla direzione e maestro di coro Paolo Longo. I ruoli principali sono stati interpretati da Maria Rita Combattelli come Serena (soprano) e Motoharu Takei come Orazio (tenore).